# ذخیره‌گاه طبیعی بندر دونگ‌ژای
ذخیره‌گاه طبیعی بندر دونگ‌ژای در خلیج هاینان، ناحیهٔ شهر یان‌فنگ، ناحیهٔ می‌لان، هایکو، هاینان، چین واقع شده است. مساحت این ذخیره‌گاه طبیعی، ۲٬۵۰۰ هکتار (۶٬۲۰۰ جریب فرنگی) است و شامل شش رود می‌شود. خط ساحلی آن نامنظم است و شامل تعدادی خلیج و خندق جزر و مدی است. جنگل جرای واقع‌شده در ساحل جنوبی، زیستگاهی برای پرندگان و دیگر اعضای حیات‌وحش است.
این ذخیره‌گاه طبیعی در فهرست آزمایشی میراث جهانی یونسکو قرار گرفته است.
در این ذخیره‌گاه طبیعی، ۳۶ گونه گیاه حرایی در ۱۹ خانواده وجود دارند و همچنین منزلگاه ۲۱۴ گونه پرنده، ۱۱۵ گونه از نرم‌تنان، ۱۶۰ گونه ماهی و میگو و خرچنگ و دیگر سختپوستان است. گونه‌های متعددی از پرندگان آبزی زمستان را در این ذخیره‌گاه سپری می‌کنند که از جمله آنها می‌توان به پرندگان مهاجر استرالیایی اشاره کرد.